# 森田健作アワー 人生ケンサク窓
『森田健作アワー 人生ケンサク窓』（もりたけんさくアワー じんせいケンサクまど）は、BS日テレで、2024年1月28日16:00から特別番組（パイロット版）として放送後、同4月から隔週30分枠（放送日時未定）で放送を予定しているトーク番組である。
森田健作は、2024年で芸能デビュー55周年を迎え、その「集大成」として、森田と同世代の俳優・歌手・文化人らを交えて、人生の最高の瞬間やどん底の時期など、ゲストの人生観を探りつつ、価値観の変化や不安定な世界情勢など、現代社会にメスを入れつつ、若者に対するメッセージを送るという内容である。

## ゲスト
0.菅義偉